# Parque nacional de Andringitra
El parque nacional de Andringitra (del francés: Parc national de Andringitra) es un parque nacional en la Región de la Alta Matsiatra en el país africano de Madagascar, a 47 km (29 millas) al sur de Ambalavao. Aproximadamente 140 kilómetros (87 millas) del trópico de Capricornio atraviesan el parque.
El parque fue establecido en 1999 y está gestionado por la Asociación de Parques Nacionales de Madagascar. Es conocido por su terreno accidentado, que incluye el pico de la montaña Imarivolanitra (antes Pic Boby), ubicada en el Macizo de Andringitra y que posee 2658 m  de altura (8.720 pies), así como profundos valles y crestas. También es uno de los lugares de mayor diversidad biológica y endémica de Madagascar, con más de 100 especies diferentes de aves, más de 50 especies de mamíferos y 55 especies de ranas que se sabe que habitan en el parque.